# Südliches Afrika

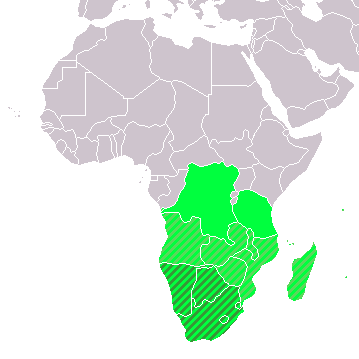
Einteilung des Begriffs Südliches Afrika nach verschiedenen Quellen (dunkelgrün: UN-Statistikabteilung, grün: geographisch, hellgrün: SADC)

Der Begriff Südliches Afrika (englisch Southern Africa), auch südliches Afrika, bezieht sich auf den südlichen Teil des afrikanischen Kontinents. Es gehört zum subsaharischen Afrika. Die genaue Abgrenzung nach Norden ist unklar und wird in verschiedenen Themenbereichen unterschiedlich vorgenommen.
Im Gegensatz zu Nord-, Ost-, West- und Zentralafrika ist mit Südafrika (englisch South Africa) meist nicht eine Region gemeint, sondern der Staat Südafrika. Deshalb wird zur Unterscheidung die Region Südliches Afrika genannt.

## Südliches Afrika (Übersicht)
| Land          | Als Südliches Afrika definiert laut … | Als Südliches Afrika definiert laut … | Als Südliches Afrika definiert laut … | Als Südliches Afrika definiert laut … | Als Südliches Afrika definiert laut … | Als Südliches Afrika definiert laut … | Als Südliches Afrika definiert laut … | Als Südliches Afrika definiert laut … |
| ------------- | ------------------------------------- | ------------------------------------- | ------------------------------------- | ------------------------------------- | ------------------------------------- | ------------------------------------- | ------------------------------------- | ------------------------------------- |
| Land          | UN (UN-Statistikkommission)           | UNHCR (ROSA)                          | UN/ECA                                | UNODC                                 | SADC                                  | SACU                                  | ZSSA                                  | COSAFA                                |
| Angola        |                                       | x                                     | x                                     | x                                     | x                                     |                                       |                                       | x                                     |
| Botswana      | x                                     | x                                     | x                                     | x                                     | x                                     | x                                     | x                                     | x                                     |
| Komoren       |                                       | x                                     |                                       |                                       | x                                     |                                       |                                       | x                                     |
| Kongo, D.R.   |                                       |                                       |                                       | x                                     | x                                     |                                       |                                       |                                       |
| Lesotho       | x                                     | x                                     | x                                     | x                                     | x                                     | x                                     | x                                     | x                                     |
| Madagaskar    |                                       | x                                     |                                       |                                       | x                                     |                                       |                                       | x                                     |
| Malawi        |                                       | x                                     | x                                     | x                                     | x                                     |                                       |                                       | x                                     |
| Mauritius     |                                       | x                                     | x                                     |                                       | x                                     |                                       |                                       | x                                     |
| Mosambik      |                                       | x                                     | x                                     | x                                     | x                                     |                                       |                                       | x                                     |
| Namibia       | x                                     | x                                     | x                                     | x                                     | x                                     | x                                     | x                                     | x                                     |
| Sambia        |                                       | x                                     | x                                     | x                                     | x                                     |                                       |                                       | x                                     |
| Seychellen    |                                       | x                                     |                                       |                                       | x                                     |                                       |                                       | x                                     |
| Simbabwe      |                                       | x                                     | x                                     | x                                     | x                                     |                                       |                                       | x                                     |
| Südafrika     | x                                     | x                                     | x                                     | x                                     | x                                     | x                                     | x                                     | x                                     |
| Eswatini      | x                                     | x                                     | x                                     | x                                     | x                                     | x                                     | x                                     | x                                     |
| Tansania      |                                       |                                       |                                       |                                       | x                                     |                                       |                                       |                                       |
| Réunion       |                                       |                                       |                                       |                                       |                                       |                                       |                                       | x                                     |
| Länder Gesamt | 5                                     | 14                                    | 11                                    | 11                                    | 16                                    | 5                                     | 5                                     | 14+1                                  |

## Begriffsabgrenzungen

Südliches Afrika (Abgrenzung nach der UN-Statistikabteilung)

### Vereinte Nationen
Die Verwendung des Begriffs erfolgt innerhalb der Vereinten Nationen durchaus nicht einheitlich.
In der Statistikabteilung der UN werden unter dem Statistikbezirk Südliches Afrika folgende fünf Länder geführt: Botswana, Eswatini, Lesotho, Namibia und Südafrika. Diese Länder bilden auch die Zollunion des Südlichen Afrika (SACU).
Im Zuständigkeitsbereich des Hohen Kommissars der Vereinten Nationen für Menschenrechte (United Nations High Commissioner for Human Rights) setzt sich die Region Südliches Afrika aus 14 Staaten zusammen. In dem ihm unterstellten Regional Office for Southern Africa (ROSA) werden Angelegenheiten in den Staaten Angola, Botswana, Eswatini, Komoren, Lesotho, Madagaskar, Malawi, Mauritius, Mosambik, Namibia, Sambia, Seychellen, Simbabwe und Südafrika bearbeitet.
Die Arbeit der UN-Wirtschaftskommission für Afrika mit ihrem Büro für das Südliche Afrika (Office for Southern Africa of the Economic Commission for Africa) erstreckt sich auf 11 Staaten: Angola, Botswana, Eswatini, Lesotho, Malawi, Mauritius, Mosambik, Namibia, Sambia, Simbabwe und Südafrika.
Das Mandat (UNODC Southern Africa Mandate) für das Büro der Vereinten Nationen für Drogen- und Verbrechensbekämpfung (UNODC) umfasst eine Zuständigkeit für 11 Staaten. Das sind Angola, Botswana, Demokratische Republik Kongo, Eswatini, Lesotho, Malawi, Mosambik, Namibia, Sambia, Simbabwe und Südafrika.

### Entwicklungsgemeinschaft des südlichen Afrika

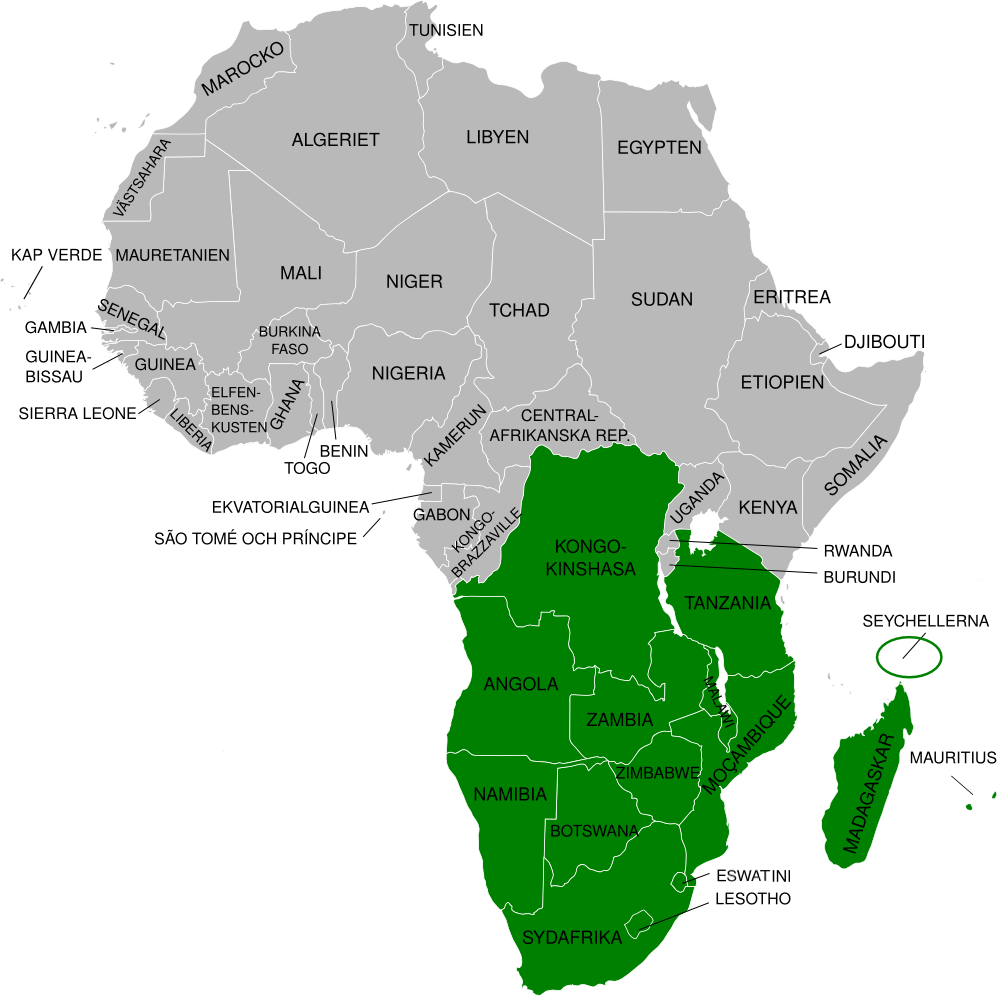
Staatengemeinschaft der SADC

Die in Gaborone ansässige Entwicklungsgemeinschaft des südlichen Afrika (Southern African Development Community; SADC) zählt 16 Mitgliedsstaaten: Angola, Botswana, Demokratische Republik Kongo, Eswatini, Komoren, Lesotho, Madagaskar, Malawi, Mauritius, Mosambik, Namibia, Sambia, Seychellen, Simbabwe, Südafrika und Tansania.

### Andere Körperschaften
- Die Zoological Society of Southern Africa definiert den Begriff innerhalb ihres Tätigkeitsbereiches als das Gebiet südlich jener Linie, die durch den Verlauf der Flüsse Sambesi und Kunene gegeben ist.[10]

- Der Council of Southern Africa Football Associations umfasst alle afrikanischen Staaten südlich der Demokratischen Republik Kongo und Tansanias.

## Geschichte
Im Südlichen Afrika leben eine Vielzahl afrikanischer Ethnien, die oft den Bantu oder Khoisan zugerechnet werden. Historische Reiche und Staaten afrikanischen Ursprungs sind unter anderem Barotseland, Matabele, Munhumutapa und Zululand. Seit der Zeit des Kolonialismus kamen Einwanderer aus anderen Kontinenten hinzu, welche die Kultur der Region nachhaltig prägten, zum Beispiel Europäer (siehe Buren) oder Inder (vor allem in Natal). Viele Staaten der Region sind ehemalige Kolonien bzw. Protektorate des Vereinigten Königreiches (Südafrika, BLS-Staaten, Zentralafrikanische Föderation). Bis zum Ersten Weltkrieg herrschte Deutschland als Kolonialmacht über einen westlichen Teil der Region (Deutsch-Südwestafrika) – Kolonialbestrebungen im Osten scheiterten rasch. Portugal herrschte noch bis 1975 über Angola und Mosambik. Auch nach dem Ende der formalen Kolonialherrschaft wurden weite Teile der Region von weißen Minderheiten regiert: Rhodesien bis 1980, Südafrika und Südwestafrika bis 1994 bzw. 1990.